# Neotrichia digitata
Neotrichia digitata är en nattsländeart som först beskrevs av Martin E. Mosely 1937.  Neotrichia digitata ingår i släktet Neotrichia och familjen smånattsländor. Inga underarter finns listade i Catalogue of Life.